# Reitz
Reitz este un oraș din Africa de Sud.